# Feminiflor
Feminiflor fue la primera revista literaria boliviana completamente dirigida y realizada por mujeres. Surgió del Centro Artístico e Intelectual de Señoritas de Oruro en mayo de 1921 y se publicó mensualmente por al menos 27 números hasta abril de 1924. Su éxito impulsó el desarrollo de una generación de escritoras mujeres e inició un periodo de revistas femeninas literarias que duraría casi dos décadas.

## Antecedentes
Antes de 1921, en Bolivia se publicaron 2 revistas dirigidas por mujeres: «El Jardincito de María», luego renombrada «El Semanario Católico», que fue dirigida por Modesta Sanginés Uriarte y «El Álbum» por Carolina Freyre. A diferencia de estas publicaciones, en Feminiflor las mujeres no se limitan a la dirección y la escritura, sino ocupan además tareas de gestión y difusión. Feminiflor destaca por ser la primera revista en Bolivia realizada por mujeres y dirigida a mujeres.

## Historia

### Origen
«Feminiflor» nace como una columna en el semanario «Germinal», publicado del 24 de octubre de 1920 al 23 de enero de 1921. En ella participaron Laura de la Rosa Torres, Nelly López Rosse, María Luisa Bozo, Julia Victoria Salazar y escritoras bajo los seudónimos «Caperucita Roja» y «Lilia». Los textos que hacen a esta columna pueden ser en general descritos como prosa poética dirigida a la nostalgia, el duelo y la naturaleza.Poco después de la disolución del semanario, Laura de la Rosa fundó el Centro Artístico e Intelectual de Señoritas de Oruro, un grupo donde las escritoras se reunían los domingos para compartir risas y afinidades intelectuales.  En este centro participaron Laura de la Rosa, Betshabé Salmón Fariñas, Nelly López Rosse, María Luisa Bozo, Blanca Deheza, Marina Pereira, Carmela Delgado, Leticia Cordero, Consuelo Benítez, Esperanza Ballivián Sarancho, Antonieta Guzmán Bozo, María Josefa Terrazas y Célida Terrazas, entre otras. Es en estas sesiones que las escritoras articularon la necesidad de contar con una publicación propia.

«Nos reunimos todo un grupo de niñas de la sociedad de Oruro y formamos esta organización con la idea de hacer arte, lecturas, comentarios y también, porque no decirlo, para departir con amigos y enamorados.» [...] «Comenzamos a preguntarnos qué queríamos como mujeres, qué buscábamos, a dónde íbamos. Fuimos encauzando poco a poco nuestras inquietudes y llegamos a expresar nuestros reclamos. Así, llegamos a hacer carne la necesidad de reivindicaciones de la mujer boliviana, alcanzamos a percibir el lugar que debía tener ésta en nuestra sociedad.»
Betshabé Salmón en Con el periodismo en las venas

### Publicación
El primer número de la revista «Feminiflor» fue publicado el 26 de mayo de 1921. Su directora era Laura de la Rosa Torres, Betshabé Salmón Fariñas era jefa de redacción y Nelly López Rosse administradora. Si bien Betshabé no participó en la columna de «Germinal», ya había publicado artículos en «ABC», el periódico del Colegio Ayacucho de La Paz, «El Hombre Libre», periódico dirigido por Franz Tamayo, y el periódico La Patria de Oruro.Entre 1921 y 1924 se publicaron al menos 27 números en tirajes de 500 a 1500 ejemplares. La mayoría de las escritoras de «Feminiflor» tenían entre 16 y 22 años, y se encontraban en los últimos cursos del Colegio Nacional Bolívar, el único colegio secundario de Oruro que aceptaba estudiantes mujeres en la época.

«Cada una hizo lo que pudo. Destacar noticias de importancia para las mujeres. Escoger versos. Aplaudir ciertas medidas. Comentar problemas, proponer soluciones. Criticar lo que nos parecía indeseable. Dar paso también al entretenimiento y al buen humor. Brindar datos útiles para la vida del hogar. Y, por supuesto, mendigar avisos e inventar concursos para atraer al público.»
Betshabé Salmón en Cómo hacíamos Feminiflor

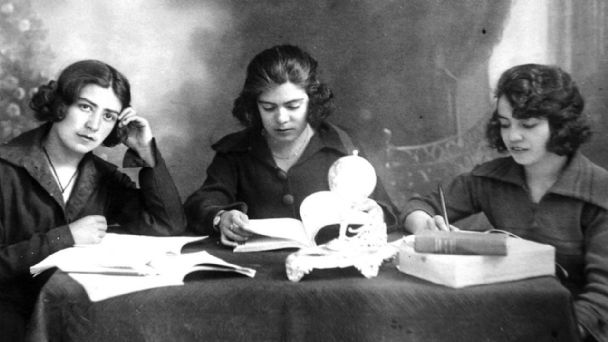
De izquierda a derecha, Betshabé Salmón Fariñas, Jefe de Redacción, Laura Graciela de la Rosa Torrez, Directora, y Nelly López Rosse, Administradora.

Al inicio la publicación era de tamaño tabloide con lectura distribuida en dos columnas decoradas con ornamentos comunes de la época e impresas en tipos de 8, 10 y 12 cíceros. Con el tiempo, el tamaño se redujo a medio tabloide y aumentaron las páginas, llegando a promediar en 20. La revista era financiada con ventas y espacios publicitarios. El precio de venta se mantuvo en 20 centavos y los avisos cubrían desde un octavo hasta una página entera. La dirección era cuidadosa en evitar anuncios que utilicen el cuerpo de mujeres como anzuelo y mantener el énfasis en informar antes que inducir a compras. Sólo un cuarto de los espacios eran dirigidos a artículos como moda y perfumes. 
La mayoría de los textos en «Feminiflor» están escritos en prosa poética, epistolar y crónica, y tratan temas diversos como la naturaleza, la nostalgia y la hermandad entre mujeres. Esta hermandad es recurrentemente afirmada como un lazo de afecto alimentado por el diálogo, una expresión de la capacidad intelectual de las mujeres y un instrumento que articula su producción escritural. Muchos textos son dedicaciones entre escritoras de la revista o intercambios con nuevas revistas que surgían en otras ciudades del país como «Ideal», «Eco Femenino», «Iris», «Pepita», «Anhelos», entre otras.
Cada número incluye al menos un ensayo donde se habla de feminismo, la ocupación profesional de las mujeres, sus derechos y relaciones, y las masculinidades en su paso. Los números dedicados al primer y segundo aniversario de la revista son los más extensos e incluyen 12 y 22 ensayos respectivamente. En el primer aniversario las escritoras rememoran acerca de los retos que encuentran en el periodismo y de su capacidad para sobreponerse a ellos, además argumentan la importancia de la educación de las mujeres al mismo tiempo que rescatan los avances logrados, y finalmente contestan a ataques en la opinión pública. En el segundo aniversario los ensayos tratan acerca de los derechos de la mujer, el crecimiento del feminismo en Bolivia y el mundo, y de la necesidad de una igualdad entre sexos. Otros temas incluyen las artes, la justicia social, la filantropía, el civismo y el patriotismo. Un argumento recurrente es que la conquista de derechos ayuda a mujeres a cumplir mejor con sus obligaciones sociales.

### Disolución
Con los años el equipo del Centro Artístico e Intelectual de Señoritas de Oruro se redujo y en algún momento la revista dejó de ser publicada. El último número del que se tiene conocimiento es el 27, publicado el 27 de abril de 1924, pero es posible que existan publicaciones posteriores. Décadas después, Laura de la Rosa describió el desenlace:

«Poco a poco algunas se fueron por un lado y por el otro. Nos desvinculamos en una palabra. Viajaron, se fueron.»
Laura de La Rosa en Éramos Audaces

## Contenido
En un análisis de 173 notas en 6 números durante la etapa final de la revista, Lupe Cajías encuentra que 20% (36 notas) pueden ser clasificadas como literatura, 9% (16) educación, 8% (15) historia y 7.5% (13) feminismo. En una revisión más reciente y con un corpus más amplio, Dayana Martínez encuentra que de 202 notas, 65% (132) podrían considerarse como literatura o artículos de sociedad y cotidianeidad y sólo 16% (32) serían cláramente sobre mujeres y feminismo.
Las investigadoras Montserrat Fernández y Daniela Escobar identifican tres propuestas escriturales en «Feminiflor»: una postura feminista, el humor crítico y el uso de voces privadas. El feminismo de «Feminiflor» presta inspiración de mujeres como Carrie Chapman Catt y Berta Lutz, quienes desde sus privilegios se movilizan por el sufragio femenino. Para las escritoras son prioridades la educación de las mujeres, el derecho al trabajo y la formación de redes de apoyo mutuo, mientras estas luchas no pongan en riesgo al hogar y su rol de madres. Es mediante la educación y el trabajo que las mujeres reivindican su condición igual ante los hombres y se hacen ciudadanas. Y es a través de estas redes que mujeres con educación y otros privilegios escriben, comparten y articulan sus luchas. Se trata de un feminismo blanco-mestizo y de clase media alta, con inclinaciones a la maternidad y en busca de una igualdad ante todo jurídica.
La revista emplea el humor, en las formas de parodia e ironía, como vehículo para deconstruir prejuicios sociales de la época. Dos ilustraciones serían el concurso «El Hombre Más Feo de Oruro», un gesto a concursos de belleza femenina, y la «Página Masculina», una referencia a las páginas femeninas comunes en periódicos de la época. Finalmente proliferan cartas, diarios y relatos autobiográficos dirigidos a personajes en los mismos textos y sólo indirectamente al lector, una estrategia identificada por la investigadora Susan Lanser como «voz privada». Formas como fragmentos de diario, tradicionalmente ignoradas o tratadas como inferiores, tienden a ser apropiadas por mujeres quienes, desde estos márgenes, sobreviven a la censura y cultivan sus palabras. A veces son textos donde una escritora se habla a sí misma y otras veces cartas líricas con una dedicación. Quizás la escritora que hace más uso de estas formas es Laura de la Rosa, quien publica al menos 20 textos en la revista y años después escribiría el libro «La Guerra del Chaco: Mi visita a las trincheras y a las zanjas del velo», obra que es a momentos diario, crónica y correspondencia.

## Legado

### Generación de escritoras
La publicación de «Feminiflor» inauguró el fenómeno de las revistas literarias femeninas en Bolivia que duraría hasta finales de la década de 1930 e impulsó a una generación de escritoras mujeres. Muchas de ellas continuarían escribiendo, fundando revistas y participando en eventos literarios y feministas por varios años. Dos ejemplos son Matilde Carmona Rodó y Laura de la Rosa Torres. Luego de «Feminiflor», Matilde Carmona fue jefa de redacción en las revistas «Ideal Femenino» (1921-1923) y «Aspiración» (1923) y fundó el periódico femenino «La Paz» junto a Ana Rosa Vásquez y Fidelia Corral Zambrana. En 1928 se casa con Germán Busch Becerra y abandona la escritura hasta 1986 cuando publica el libro autobiográfico «Busch, mártir de la emancipación nacional». Comenzando en «Germinal» y pasando por «Feminiflor», la crónica y ensayo de Laura de la Rosa Torres crecen hasta manifestarse en su libro de 1935 «La Guerra del Chaco: Mi visita a las trincheras y a las zanjas del velo». El libro es un ejercicio de observación y empatía por las experiencias de soldados en retaguardia y una interpelación a los poderes que condicionan su derrota y sufrimiento durante la Guerra del Chaco.
«Feminiflor» no sólo fue una provocación para el lanzamiento de otras revistas, sino un interlocutor intenso con ellas. Por ejemplo, María Teresa Urquidi, directora de la revista «Iris» de Cochabamba, y Ana Rosa Tornero, miembro de Ateneo Femenino, publican varias notas en la revista. Finalmente, hombres periodistas y artistas de la época también toman nota de «Feminiflor». Por ejemplo Fabián Vaca Chávez, director de El Diario, quien brinda apoyo y palabras a la revista, y Arturo Borda que la menciona en su obra «El Loco».

### Rescate y relectura
Tras décadas de silencio, en 1977 el recién fundado Círculo de Mujeres Periodistas de La Paz realiza un homenaje a «Feminiflor» donde participan Betshabé Salmón Fariñas y Laura de la Rosa Torres. Este evento inspira a otras periodistas, en su mayoría mujeres, a investigar y publicar notas sobre Feminiflor en Revista Última Hora, Hoy y La Patria de Oruro. Para estas periodistas, «Feminiflor» era ante todo un punto de partida para el periodismo hecho por mujeres en Bolivia. 
Desde 1986, investigadoras y comunicadoras articuladas en torno al «Centro de Integración de Medios y Comunicación Alternativa» (CIMCA) y el «Centro de Información y Desarrollo de la Mujer» (CIDEM) reivindican a Feminiflor como una pieza del feminismo nacional en los años 1920. Entre otros logros, encuentran y archivan números de la revista, recogen testimonios de Betshabé Salmón y Laura de la Rosa que convierten en un videograma transmitido en el Día de la Mujer y una exposición, y escriben artículos de investigación, algunos de los cuales terminan publicados en el libro de 1987 «Feminiflor. Un Hito en el Periodismo Femenino de Bolivia», compilado por el periodista Luis Ramiro Beltrán, hijo de Betshabé Salmón Fariñas.
A inicios de la década de 2020, una nueva generación de investigadoras literarias y escritoras deciden aproximarse a la memoria de «Feminiflor» de una manera más sistemática e íntima. Las investigadoras Fernanda Verdesoto Ardaya, Montserrat Fernández, Daniela Escobar y otras, recorren archivos, bibliotecas y colecciones personales en busca de ejemplares de «Feminiflor». Productos de esta búsqueda son la digitalización de 16 números de la revista y el hallazgo del número 27 en 2022, tras un siglo de olvido. Estas iniciativas coinciden con un interés académico por redescubrir escritoras históricamente ignoradas en los sesgos masculinos de la crítica literaria. Un logro de esta ola de interés es el libro «Mapeo de mujeres en las artes en Bolivia (1919-2019)» (2021) donde Mary Carmen Molina Ergueta y Fernanda Verdesoto Ardaya reconstruyen la trayectoria de 3,143 mujeres artistas, entre quienes figuran varias escritoras de «Feminiflor».
Sin embargo, este esfuerzo en archivo y clasificación no es más que un preámbulo para el verdadero proyecto de leer directa y seriamente a estos textos. Una lectura postergada por décadas que en años recientes ha tomado la forma de ensayos y antologías. Bajo el nombre «Comunidad Utama», Montserrat Fernández y Daniela Escobar publicaron ensayos como «Ecos de Iris e Ideal femenino a través del rescate de la revista Feminiflor» (2022), el libro «Feminiflor la lengua de las mujeres a 20 centavos» (2022) que entrelaza recortes de la revista junto a escritos e ilustraciones originales, y «Juguemos a ser periodistas de Feminiflor»(2023) , un cuaderno de escritura creativa donde niñas y adolescentes aprenden a construir publicaciones artesanales. Por su parte, Fernanda Verdesoto Ardaya publicó el libro «Mujeres y producción literaria» (2023) donde analiza las condiciones de producción y difusión de «Feminiflor» y «Eco Femenino», y cómo ensayos en ambas revistas reflejan las condiciones de mujeres en la década de 1920. Y finalmente, Verdesoto publicó «Laboratorio periodístico en la década de 1920: Ensayos en Feminiflor y Eco femenino» (2023), una selección de ensayos en ambas revistas.